# Last Call
Last Call es una película chilena-estadounidense estrenada el 3 de enero de 1999, para Chile y para Estados Unidos el 8 de agosto de 1999 en Hollywood Film Festival. Cuenta con las actuaciones de Bastián Bodenhofer, Elizabeth Berkley, Peter Coyote y Lorene Prieto.

## Trama
La trama de la película es, thriller psicológico, hablado en inglés, con personajes diferentes lugares e impregnado con un sofisticado sello de modernidad cosmopolita, basado en Santiago de Chile.

## Argumento
En un céntrico edificio de departamentos, tres extranjeros esperan impacientes una llamada para realizar una operación ilegal en el desierto. En su departamento, Helena, una solitaria mujer norteamericana, espera a su amante. En el piso de arriba, Nico se instala en el departamento de su hermano. A medida que transcurre el tiempo aumenta la tensión entrelazando las vidas de estos personajes en un ambiente sórdido y opresivo.

## Reparto
- Peter Coyote como Xuave.
- Eric Michael Cole como Nico.
- Lorene Prieto como Cote.
- Elizabeth Rossa como Connie.
- Bastián Bodenhöfer como Miguel.
- Elizabeth Berkley como Helena.
- Garret Dillahunt como Curtis.
- Pedro Vicuña como Lucho.
- Anita Reeves como Madre.
- David Olguiser como Hijo (también como David Olguisser).
- Teresa Berríos como Abuela.
- Roberto Artiagoitía (conocido como “El Rumpy”) como Gangster.
- Elizabeth Gómez Aguilera (Ely Sanders) como la cajera.

## Fechas de estrenos y lanzamiento

### Cines
- 3 de enero de 1999: Estreno Chile
- 8 de agosto de 1999: Estreno en Estados Unidos en el Hollywood Film Festival.[10]

### DVD
- 5 de junio de 2007: Lanzamiento DVD en Canadá y Estados Unidos[10]